# Kontorhaus
Kontorhaus là khu phố phía đông nam của Altstadt, thuộc quận Hamburg-Mitte, thành phố Hamburg, Đức. Cảnh quan đường phố được đặc trưng bởi các tòa nhà văn phòng lớn theo phong cách của Chủ nghĩa biểu hiện bằng gạch đầu thế kỷ 20.
Kể từ ngày 5 tháng 7 năm 2015, các phần của khu phố này cùng với khu nhà kho cổ Speicherstadt lân cận đã được UNESCO công nhận là Di sản thế giới.

## Lịch sử
Từ thế kỷ 17, khu vực này đã được xây dựng dày đặc các công trình, kết quả của Gängeviertel (khu phố hành lang) với nhiều ngõ hẹp. Mật độ của các tòa nhà thậm chí còn tăng lên khi tình trạng thiếu nhà ở xảy ra sau vụ đại hỏa hoạn Hamburg năm 1842. Đến năm 1892, đại dịch tả bùng phát và điều kiện vệ sinh kém ở khu vực lân cận đã khiến căn bệnh này lây lan nghiêm trọng. Sau đó, người ta quyết định tái phát triển khu vực này:29 và nhiều người dân đã được tái định cư.
Kiến trúc sư Fritz Schumacher đã thành công trong việc quy hoạch lại địa điểm. Yêu cầu về không gian ngày càng tăng của các thương gia Hamburg đang lên phải được đáp ứng bằng việc xây dựng các nhà giao dịch (Kontor) lớn, mặc dù ban đầu cũng dự kiến sử dụng một phần làm không gian sinh sống.:30 Trung tâm của khu phố này là quảng trường Burchardplatz cũng là một phần thiết kế quy hoạch của Schumacher.:182, 185

## Kiến trúc

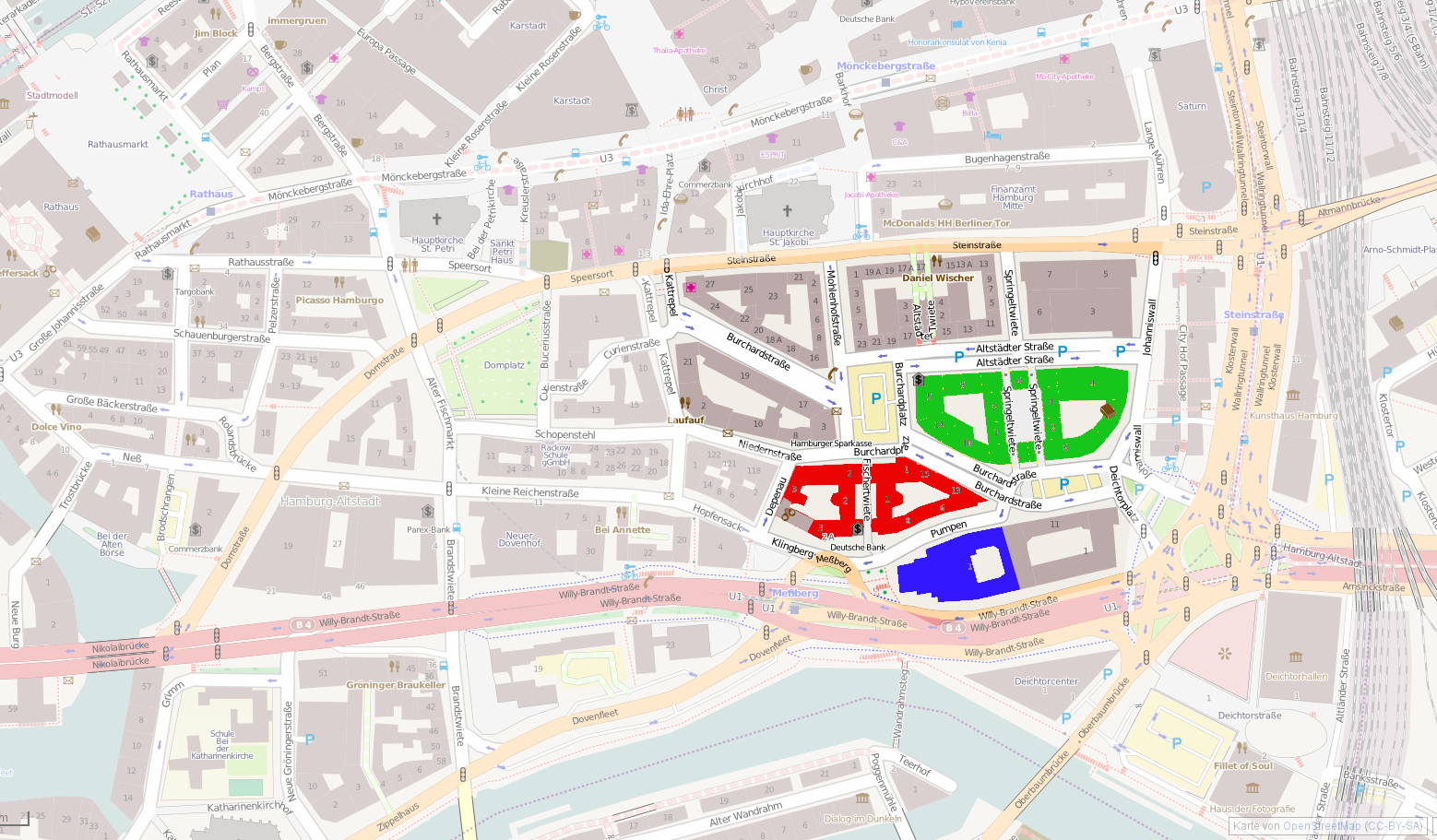
Toàn bộ các toà nhà của Kontorhaus

Các tòa nhà ở đây chủ yếu được làm bằng kết cấu khung bê tông cốt thép.:30 Các tính năng đặc trưng là mặt tiền gạch nung già và mái đồng. Để các khe dân cư thông thoáng hơn, các tầng trên được lùi vào phía trong mặt tiền chính. Các yếu tố trang trí trên mặt tiền cũng được làm bằng gạch nung già. Ngoài ra, các tác phẩm điêu khắc bằng gốm sứ đã được sử dụng, hầu hết trong số đó có liên quan đến thương mại và hàng thủ công ở Hamburg.
Một trong những công trình kiến trúc tiên phong và nổi tiếng nhất là Chilehaus. Nó được thiết kế bởi kiến trúc sư Johann Friedrich Höger và được xây dựng từ năm 1922 đến năm 1924.:30  Nó mang tên chủ sở hữu là Henry Brarens Sloman, người đã trở lên giàu có nhờ giao dịch đá tiêu với Chile.:30 Tòa nhà được coi là công trình chính của kiến trúc sư và là một trong những công trình quan trọng nhất của chủ nghĩa biểu hiện bằng gạch nung già.
Một công trình khác là Miramar-Haus, tòa nhà đầu tiên được hoàn thành ở Kontorhaus. Nó được xây dựng vào 1921-1922 cho công ty thương mại Miramar.:185 Nó là thiết kế của kiến trúc sư Max Bach.:185 Ngoài những đặc điểm về chủ nghĩa biểu hiện bằng gạch nung già, một trong những yếu tố phong cách nổi bật nhất là góc tròn của ngôi nhà cùng với các tác phẩm điêu khắc của Richard Kuöhl ở khu vực lối vào, đại diện cho các ngành chuyên môn quan trọng nhất của nền kinh tế Hamburg hưng thịnh.
Sprinkenhof được xây dựng giữa năm 1927 và 1943 theo thiết kế bởi kiến trúc sư Hans Gerson, Oskar Gerson và Fritz Höger.:31 Tòa nhà bao quanh ba sân trong là khu phức hợp văn phòng lớn nhất của Hamburg vào thời điểm đó.:31 Sprinkenhof là một trong những tòa nhà có thiết kế ban đầu bao gồm các căn hộ, nhưng cuối cùng không được thành hiện thực. Các yếu tố trang trí trên mặt tiền của nó được thiết kế bởi Ludwig Kunstmann.:31 Đầu hồi hư cấu của toà nhà Bartholomayhaus gợi nhớ những ngôi nhà phố cổ ở Hanse đã bị coi là lỗi thời vào thời điểm xây dựng nó. Các tác phẩm điêu khắc bằng đá sa thạch của Altstädter Hof cũng được thiết kế bởi Richard Kuöhl,:32 người cũng đã thiết kế tác phẩm điêu khắc Hermes:185 ngay  tại lối vào chính Mohlenhof,:31 một trong số ít những tòa nhà văn phòng còn sót lại sau Chiến tranh thế giới lần thứ hai. Một số nhà xuất bản có trụ sở tại Pressehaus ngày nay là Helmut Schmidt-Haus, một tác phẩm khác của Klophaus.
Từ năm 1924 đến năm 1926, một tòa nhà văn phòng được xây dựng cho công ty Dobbertin & Co. và Reederei Komrowski theo kế hoạch của các kiến trúc sư Distel und Grubitz.:31 Montanhof là một tòa nhà bằng gạch nung già với trang trí theo phong cách Art Deco và các tầng trên được xây giật cấp.:185
Một số tòa nhà đáng chú ý khác gồm Meßberghof, Hubertushaus, Altstädter Hof và Bartholomayhaus, Mohlenhof, Pressehaus. Meßberghof là thiết kế của hai kiến trúc sư Hans và Oskar Gerson.:30:183:117 Fritz Wischer và Max Bach hợp tác xây dựng toà nhà văn phòng Hubertushaus, trong khi hai toà nhà  Altstädter Hof và Bartholomayhaus được thiết kế bởi Rudolf Klophaus.:32:117, 137
Hai tòa nhà hình thành đã được xây dựng trước khi Schumacher thiết kế lại khu phố. Đầu tiên là ngôi nhà Schopenstehl 32 được xây dựng ban đầu vào năm 1780 có cổng mang kiến trúc Rococo được Arthur Viol tích hợp vào một tòa nhà mới vào năm 1885–1888.:28 Công trình thứ hai là đồn cảnh sát tại Klingberg, tiếp giáp trực tiếp với Chilehaus.:29 Hai tòa nhà mới là "Danske Hus" và "Neue Dovenhof", được xây dựng vào những năm 1990, theo phong cách của các tòa nhà bằng gạch nung già hiện có.:28
Hầu hết các tòa nhà ở Kontohaus đều là những tòa nhà đã được xếp hạng. Ngày 5 tháng 7 năm 2015, Speicherstadt và Kontorhaus đã được UNESCO công nhận là Di sản thế giới.

## Hình ảnh

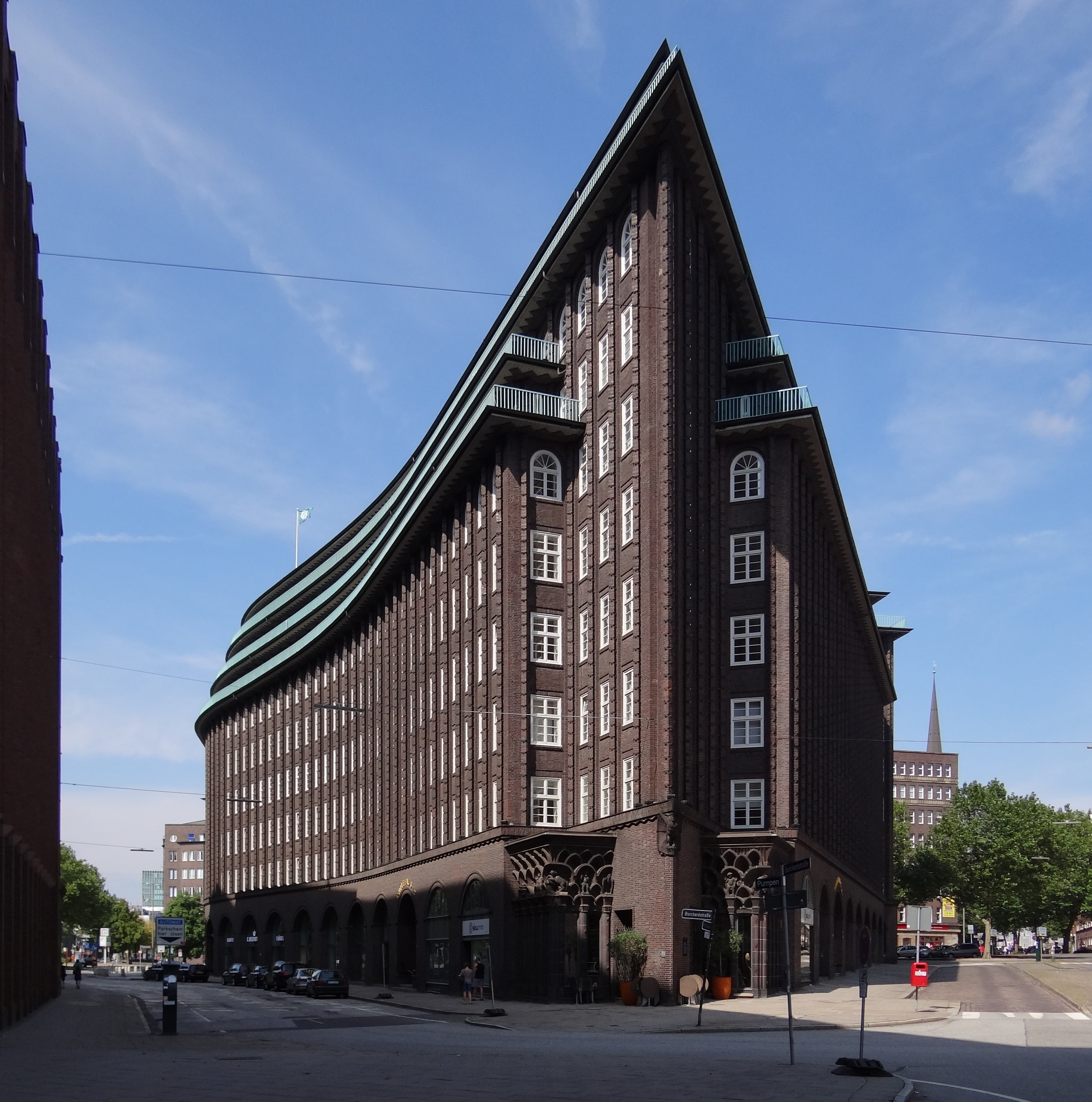
Chilehaus
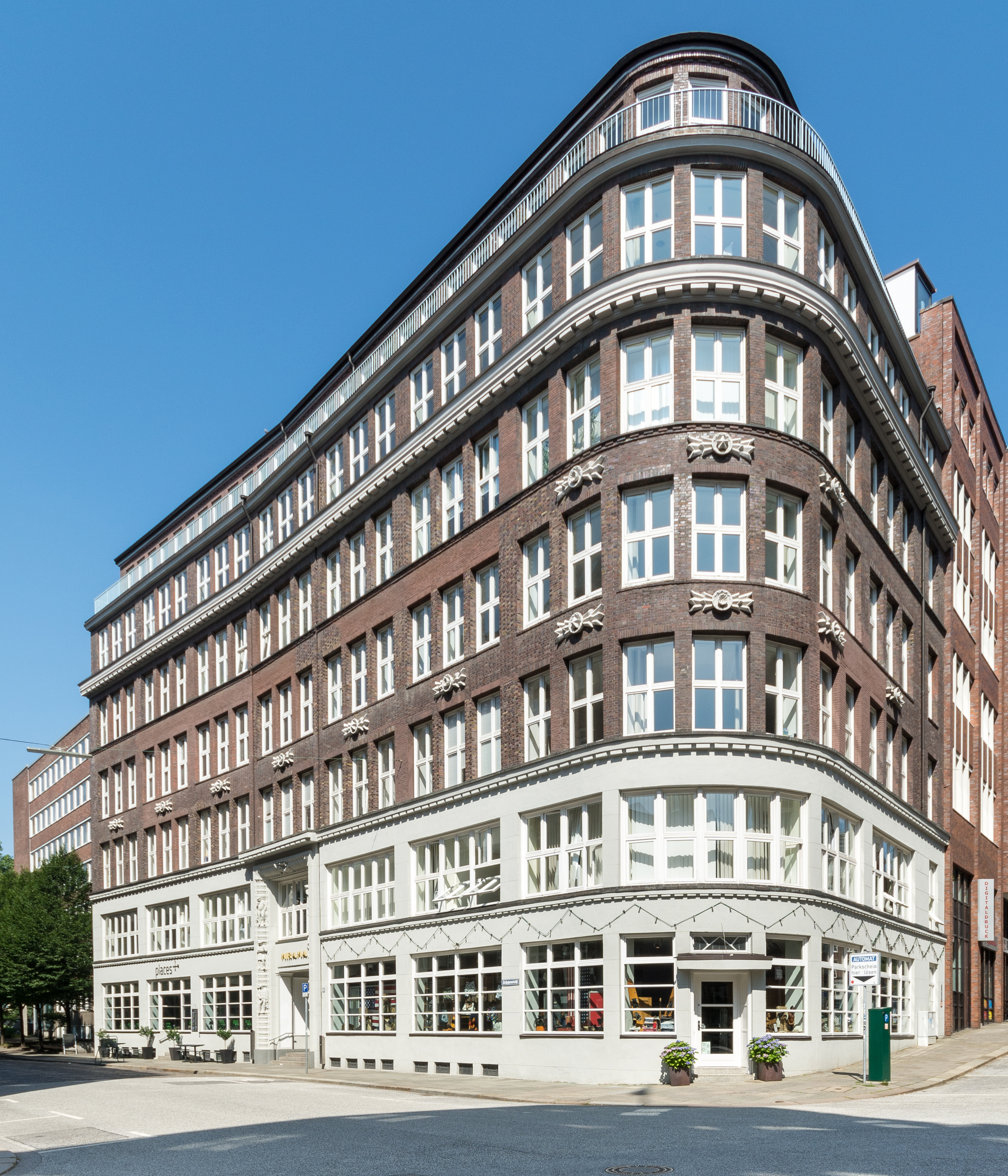
Miramarhaus
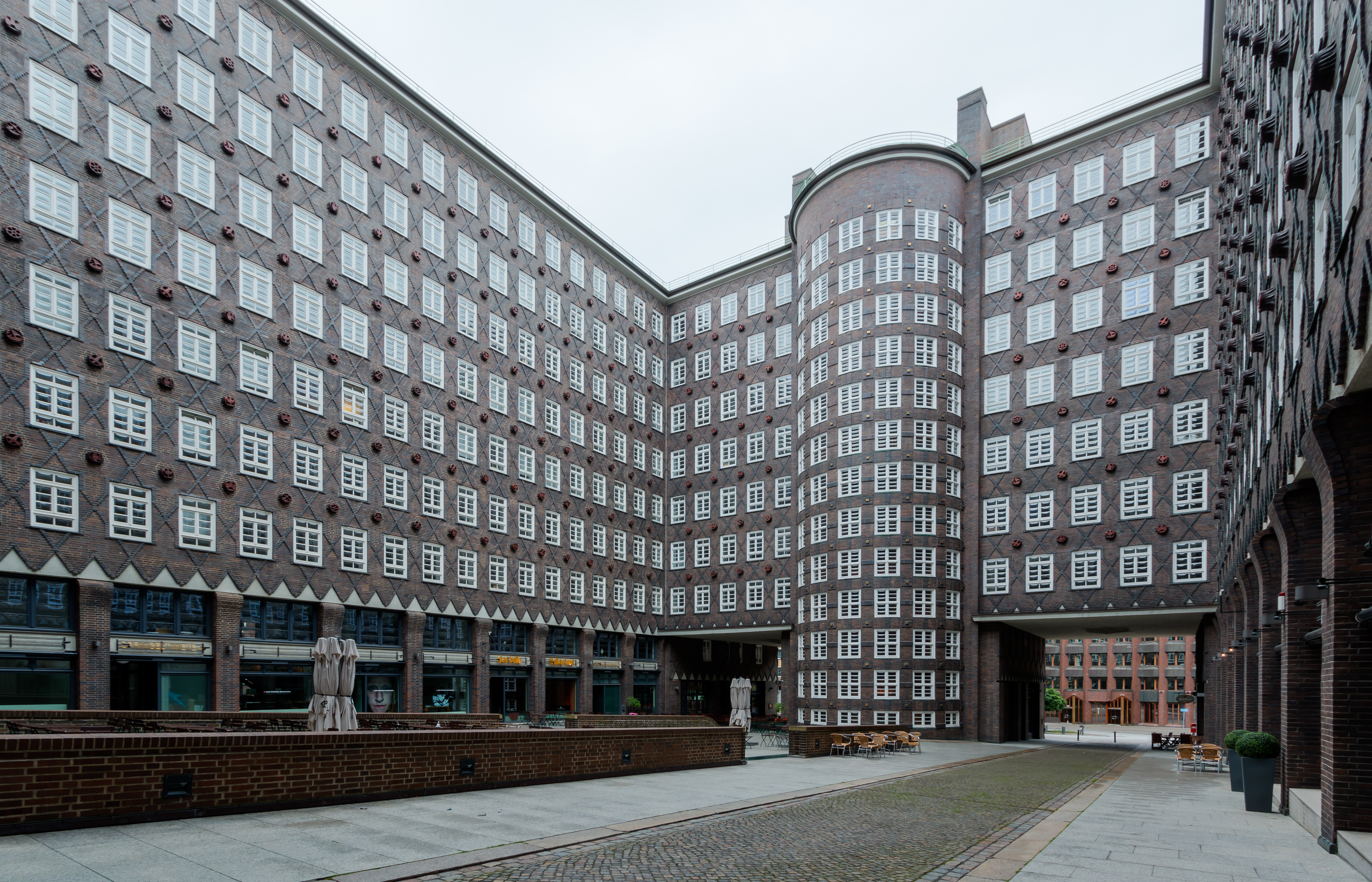
Sprinkenhof
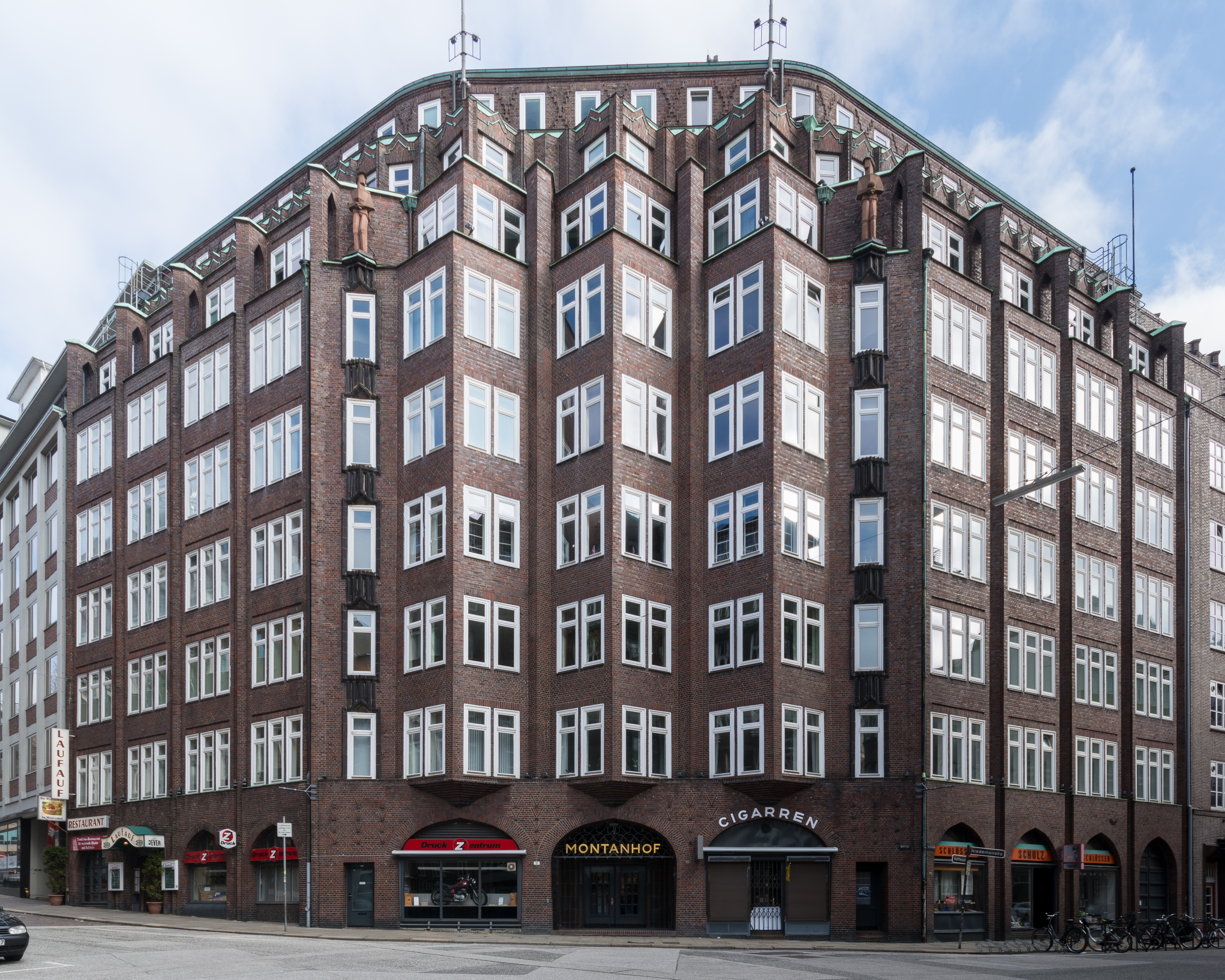
Montanhof
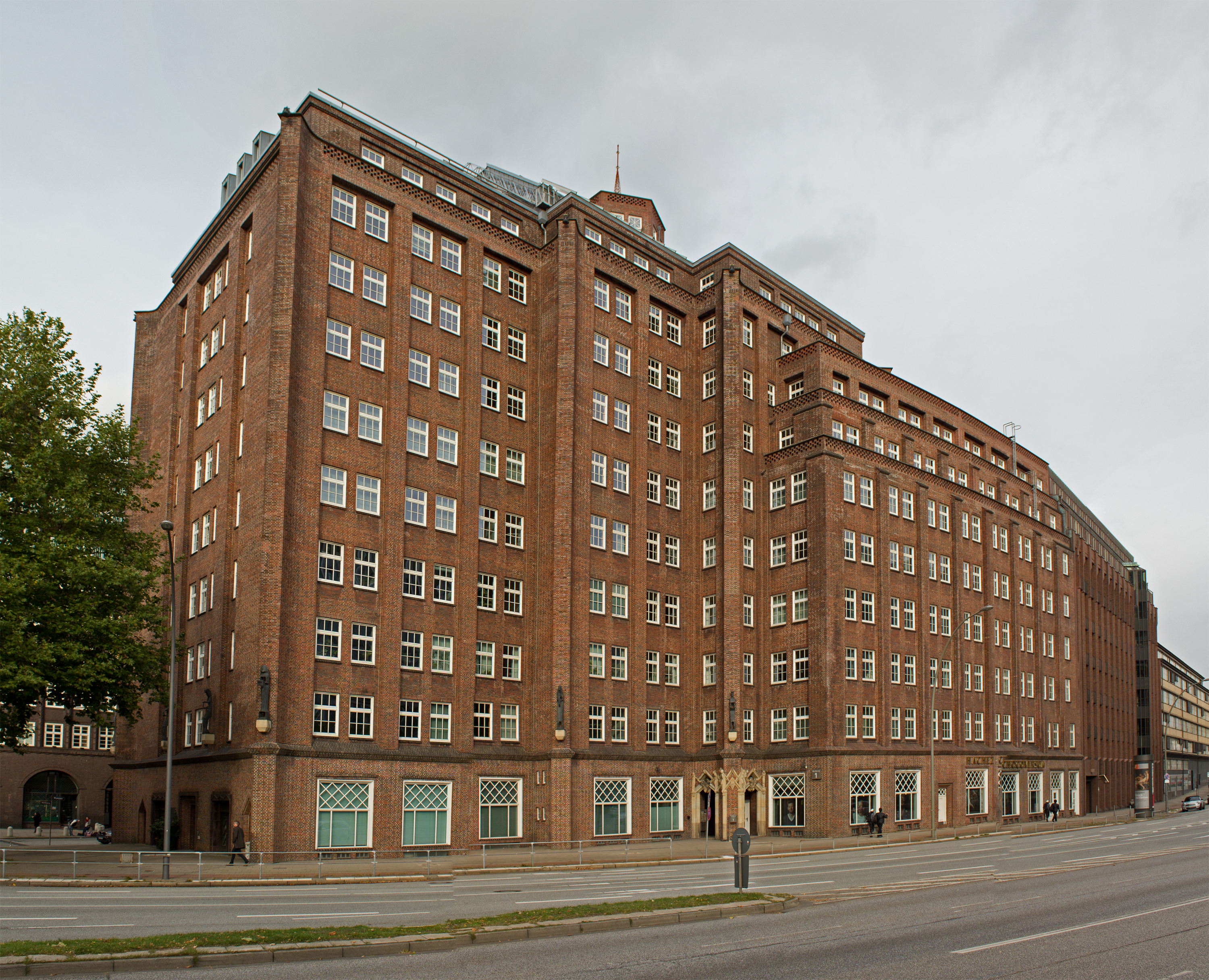
Meßberghof
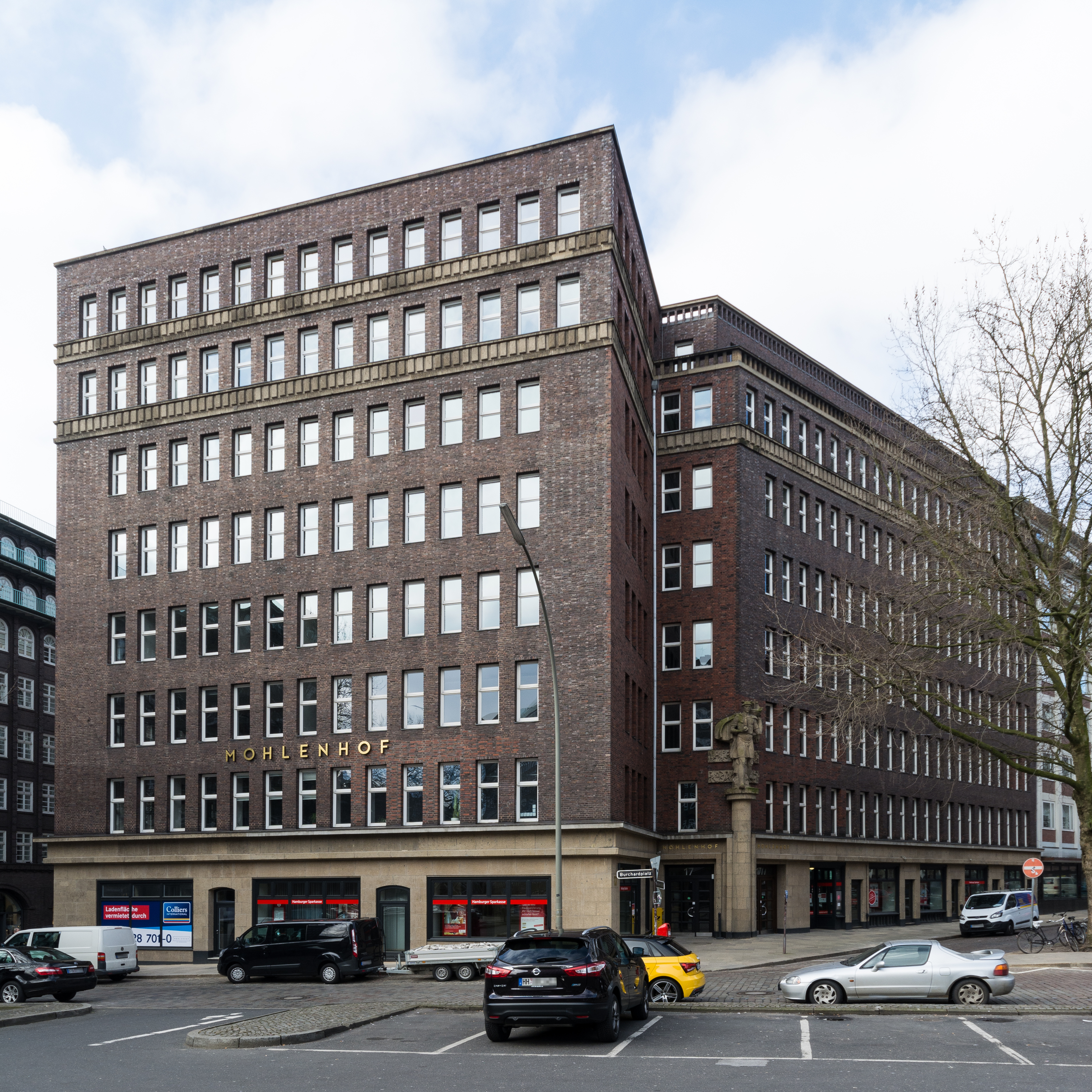
Mohlenhof
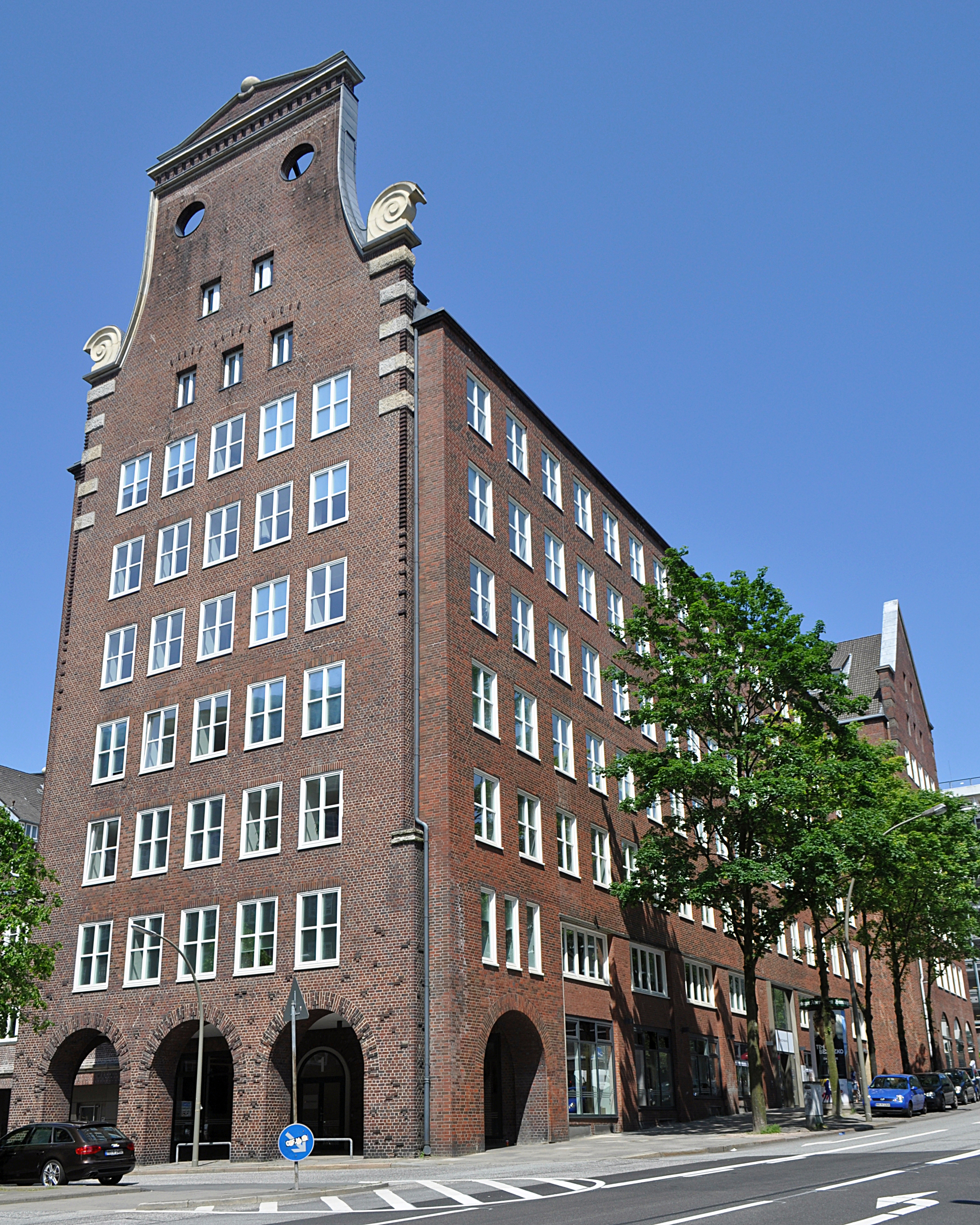
Bartholomayhaus
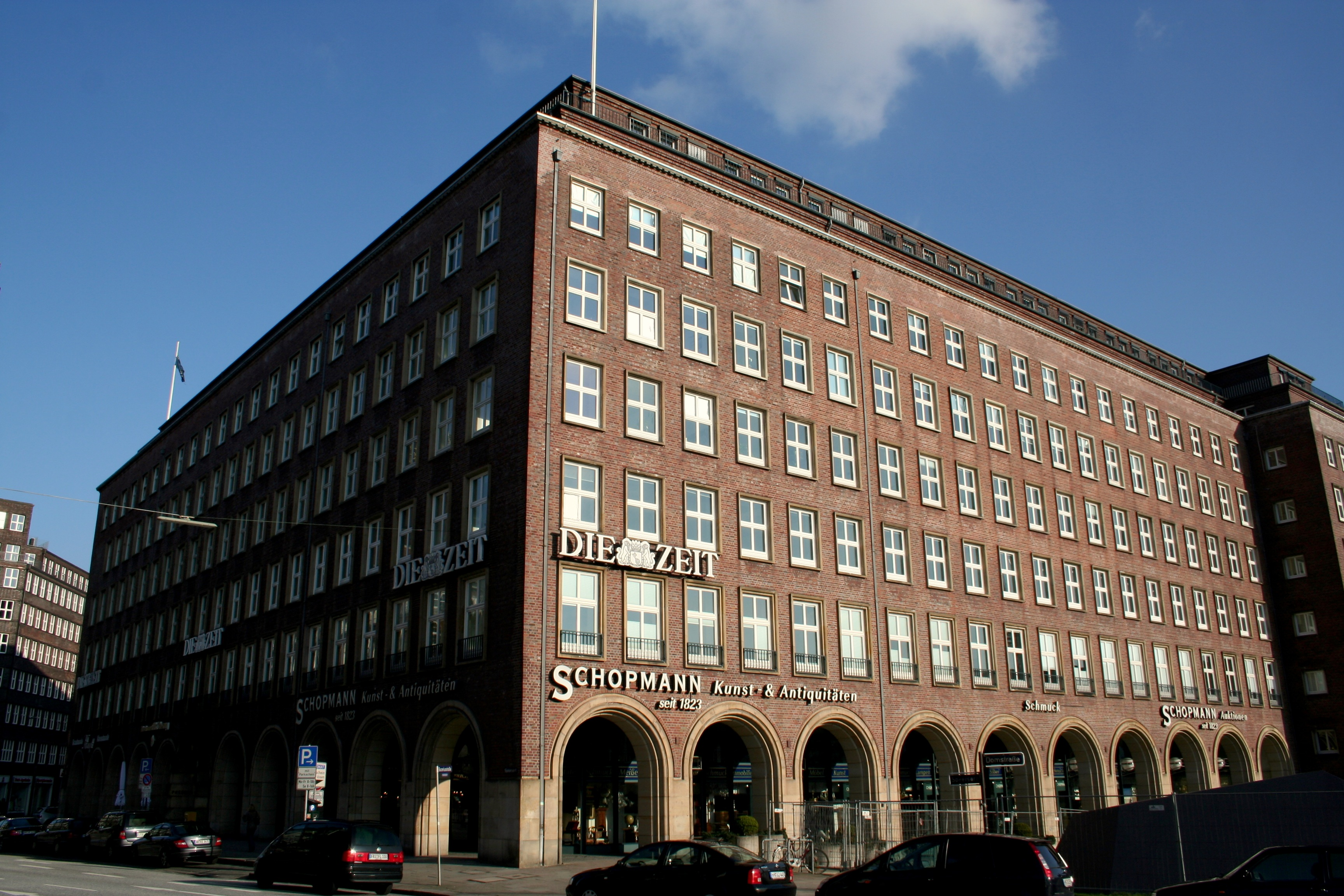
Helmut-Schmidt-Haus
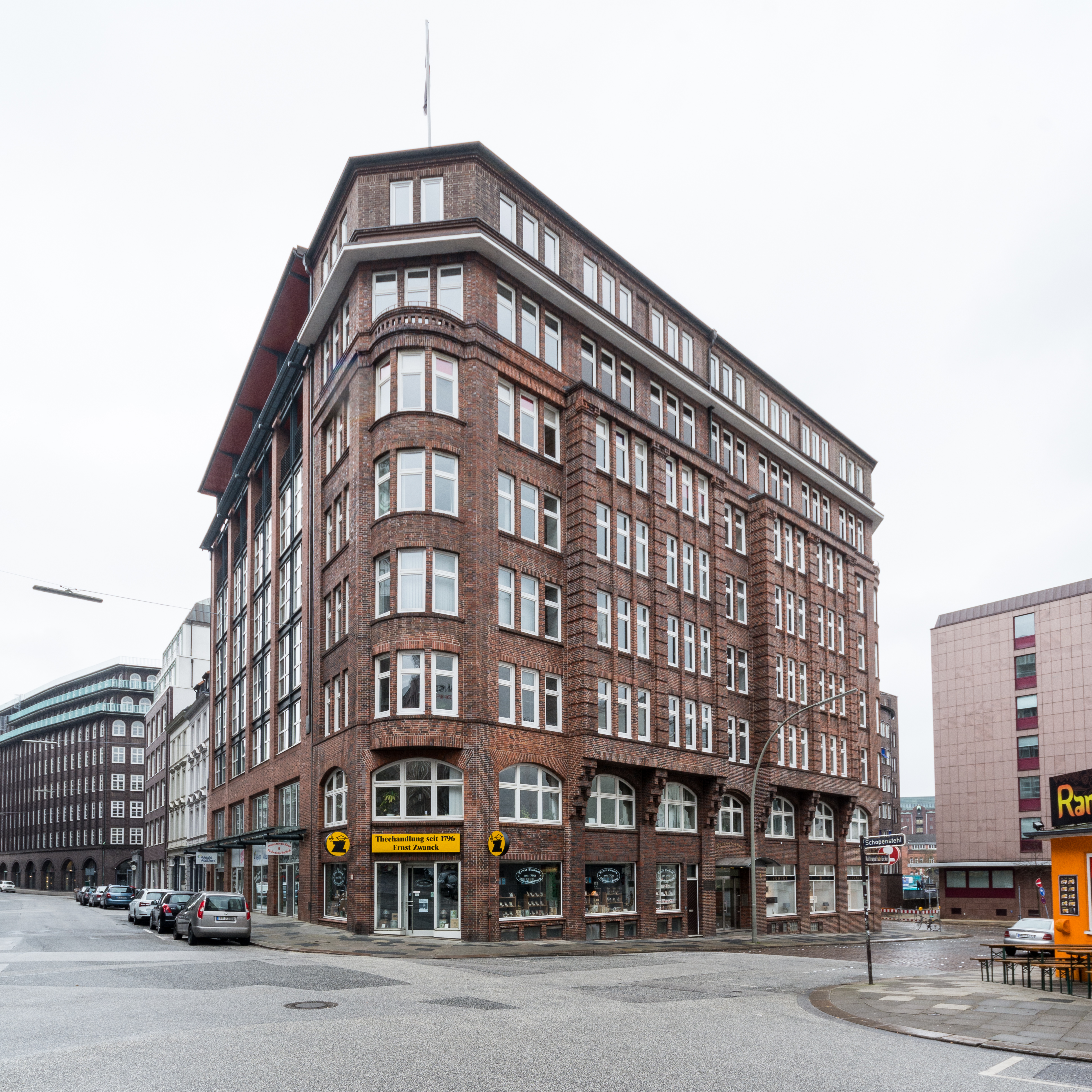
Hanseatenhof
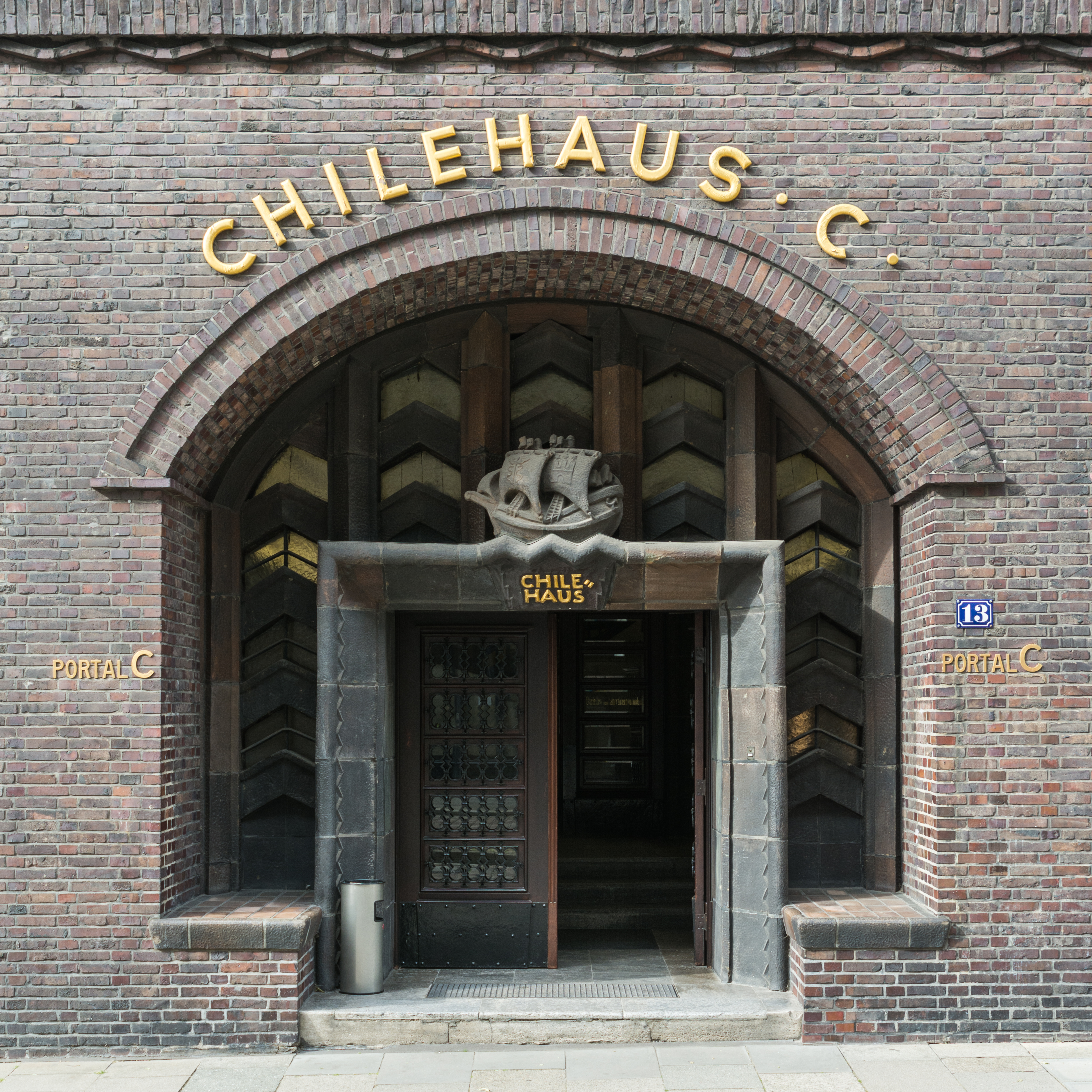
Chi tiết của tòa nhà Chilehaus
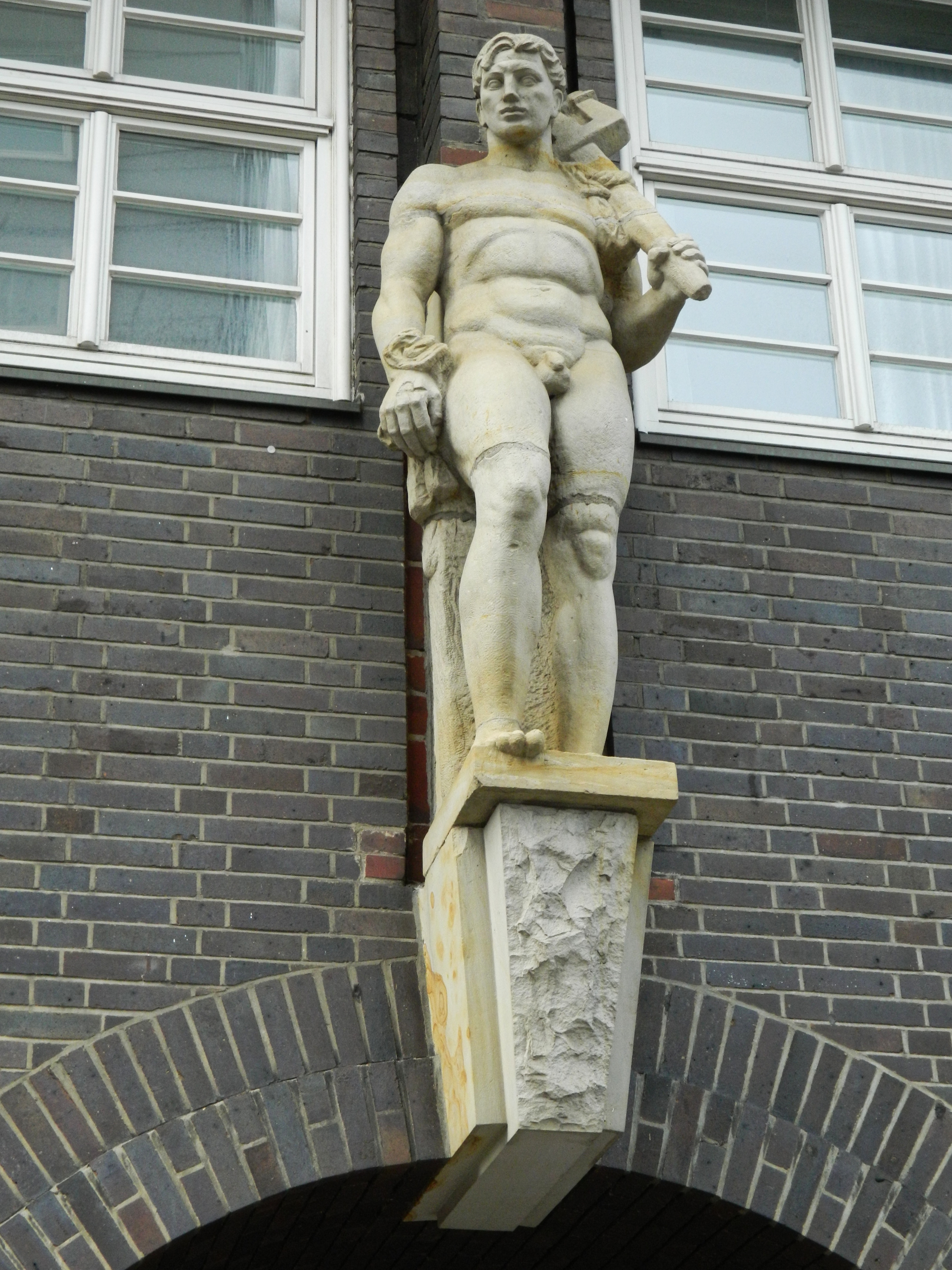
Chi tiết của tòa nhà Sprinkenhof
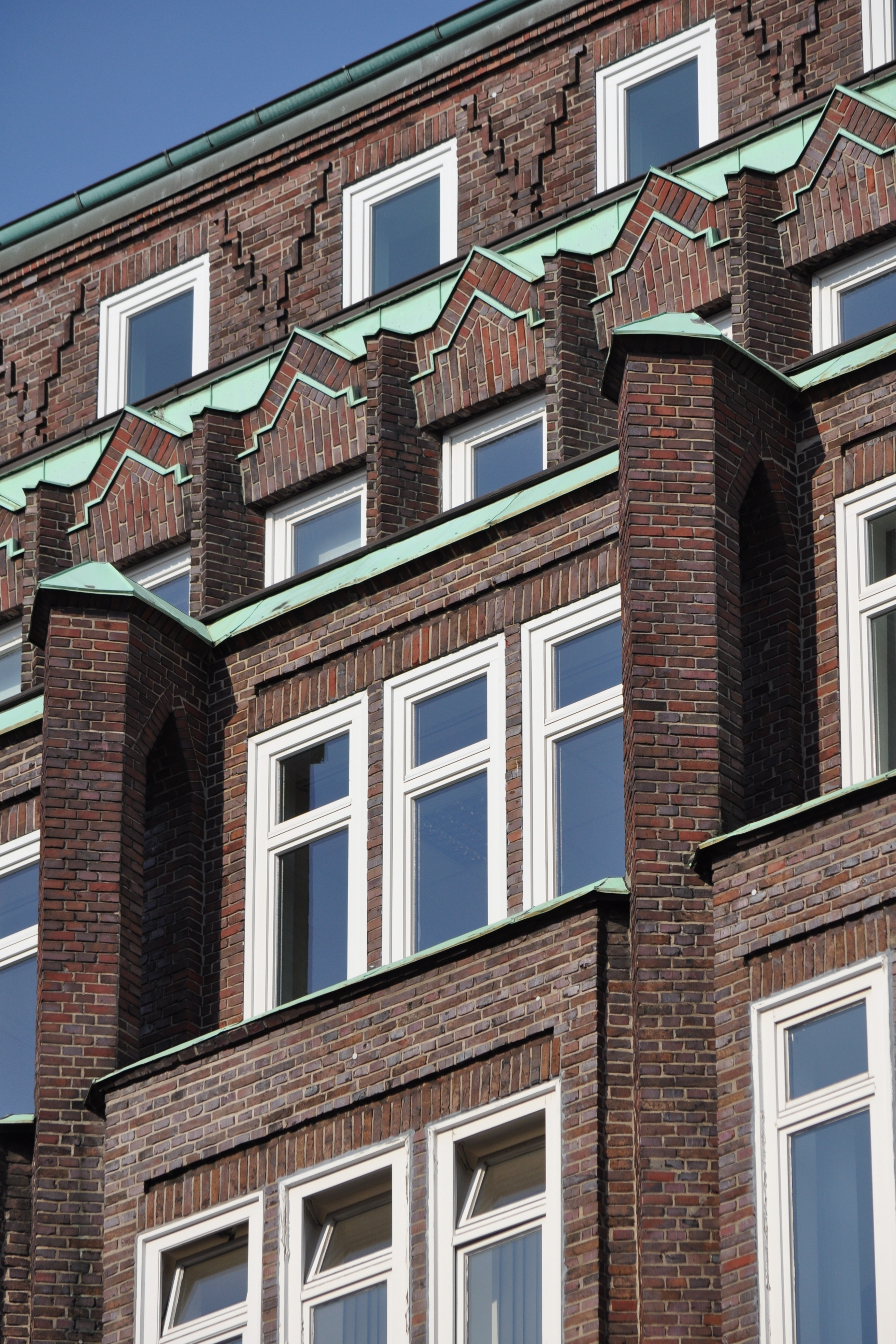
Chi tiết của tòa nhà Montanhof